# 배기종
배기종(裵起鐘, 1983년 5월 26일 ~ )은 대한민국의 전직 축구 선수이다. 현역 시절 포지션은 윙어였다.

## 개요
전라북도 익산시 출생으로 이리동산초등학교, 이리동중학교, 이리고등학교, 광운대학교를 졸업하였다. 데뷔하자마자 뛰어난 실력으로 성장하였으며, 이름이 '기종'인 것에 착안하여 '최신기종'이라는 별명이 붙었다.

## 클럽 경력
광운대학교 졸업 후 2006년 연습생 신분으로 대전 시티즌에 입단하여 K리그에 데뷔하여, 축구팬들이 뽑은 '2006년 가장 기대되는 최고 신인선수'에 선정되는 등 신인왕 후보 1순위로 급부상하였다. 하지만 그 해 여름 전남 드래곤즈와 사전접촉하였고, 대전 시티즌은 처벌 대신 수원 삼성 블루윙즈로의 이적을 추진하였다. 하지만 배기종 측은 이를 거절하였고, 결국 대전 시티즌 구단은 그 해 12월 1일에 그를 임의탈퇴 선수로 공시하였다.
2007년 수원 삼성 블루윙즈로 이적하여 2008년 K리그 우승, 2008년 하우젠 컵 우승, 2009년 FA컵 우승 등에 공헌하였다.
2009년 12월, 수원에서 같이 뛰었던 박현범과 함께 제주 유나이티드로 이적하였다. 시즌 전 연습 경기에서 부상을 입었으나 2010 K리그 5라운드 광주 상무와의 경기에서 복귀하였다. 2010년 24경기에 출전하며 5득점 1도움을 기록, 제주 유나이티드가 K리그 준우승을 하는데 한몫을 담당했다.
2012년 군 복무를 이행하기 위해 경찰 축구단에 입대하여 2013년까지 뛰었고, 제대 후 제주에 복귀하여 8경기 출전 2골 1어시스트를 기록했다. 2014년에는 수원 삼성 블루윙즈로 임대되어 14경기에 출전하여 3득점 1도움을 기록했다.
2016년 경남 FC로 이적하였으며, 2017년 경남의 주장으로 선임되었다. 2017년 4월 30일 부천 FC 1995전을 통해 개인 통산 200경기 출장을 달성하였고, 이날 경기서 후반 막판 극적인 동점골을 기록하였다.
2020시즌 종료 이후 현역 은퇴를 선언하였고, 경남에서 중국으로 가는 곽태휘의 빈자리에 코치로 합류하게 되었다.

## 국가대표 경력
2009년 3월 28일 이라크와의 친선경기에서 A매치에 데뷔하였다.

## 경력

### 선수 경력
- 2006년  대전 시티즌
- 2007년 ~ 2009년  수원 삼성 블루윙즈
- 2010년 ~ 2015년  제주 유나이티드
- 2016년 ~ 2020년  경남 FC

## 수상

### 개인
- 2003년 추계 대학축구 연맹전 득점상 수상
- 2005년 추계 대학축구 연맹전 도움상 수상
- K리그 챌린지 베스트 11 : (2017)

### 클럽

#### 수원 삼성 블루윙즈
- K리그 우승 1회 (2008년)
- 하우젠 컵 우승 1회 (2008년)
- FA컵 우승 1회 (2009년)

#### 제주 유나이티드
- K리그 준우승 1회 (2010년)

#### 경남 FC
- K리그 챌린지 우승 1회 (2017년)
- K리그 준우승 1회 (2018년)